# 토니 크로스
토니 크로스(독일어: Toni Kroos ˈtoːniː ˈkʁoːs[*], 1990년 1월 4일 ~ )는 독일의 은퇴한 축구 선수로, 21세기 세계 최고의 미드필더 중 한 명으로 손꼽힌다.
17세에 바이에른 뮌헨의 1군 일원으로 합류한 크로스는 18달간 레버쿠젠에서 임대 생활을 하다가 뮌헨에 복귀해 분데스리가를 2연속 우승하고 UEFA 챔피언스리그 2012-13의 정상에 올랐었다. 2014년 FIFA 월드컵에서 우승을 거둔 후, 그는 레알 마드리드에 6년 계약을 체결해 합류했다. 마드리드에서, 그는 UEFA 챔피언스리그 2015-16 우승 주역이 되었고, 챔피언스리그 시즌의 팀 일원으로 세 시즌 연속 선정되었다. 2014년, 그는 UEFA 올해의 팀 일원으로 선정되었고, FIFPro 세계 XI로 선정되었고, IFFHS 세계 최고 플레이메이커로도 뽑혔다.
그는 언론인들과 은퇴한 프로 선수들로부터 공격형 미드필더로서의 훌륭한 역할에 찬사를 받은바 있다.
크로스는 17세를 기점으로 독일 청소년 국가대표팀 일원이었고, 2007년 UEFA U-17 선수권 대회와 2007년 FIFA 월드컵의 최우수 선수로 선정되 골든 볼을 받았다. 그는 2010년에 성인 대표로 첫 선을 보였고, 독일 대표팀의 2010년 FIFA 월드컵과 UEFA 유로 2012의 선수단 일원으로 참가했다. 그는 2014년 FIFA 월드컵의 우승 주역이기도 하며, 처음으로 (지금까지는 유일한) 이 대회 우승을 거둔 동독 출신 선수가 되었다. 크로스는 이 대회 최다 도움을 기록한 선수였고, 2014년 FIFA 월드컵 올스타 팀과 드림팀으로 선정되었다. UEFA 유로 2016에서도 그는 대회의 팀 일원으로 선정되었다.

## 구단 경력

### 초기 경력
크로스가 축구를 시작한 곳은 인근 구단인 그라이프스발더였고, 그는 이후 한자 로스토크의 유소년팀으로 팀을 옮겼다. 크로스는 2006년에 바이에른 뮌헨의 청소년팀 일원으로 합류했다. 크로스는 훈련으로 학업을 40일간 중단한 적이 있었다.
2007-08 시즌, 크로스는 17세의 나이에 1군 일원이 되었다. 그는 분데스리가에 놀라운 첫 선을 보였는데, 5-0으로 이긴 2007년 9월 26일, 에네르기 코트부스전에서 교체로 들어간지 18분만에 두 차례 미로슬라프 클로제의 골을 도왔다. 데뷔 초창기, 크로스는 17세 8개월 2일로, 바이에른의 역대 최연소 프로 경기 출전 선수로 이름을 올렸지만, 이 기록은 2010년에 데이비드 알라바가 경신했다.
10월 25일, 레드 스타 베오그라드와의 UEFA컵 데뷔전에서 81분에 교체로 출전한 그는 미로슬라프 클로제의 골을 돕고 추가 시간에는 1군 첫 골로 결승골을 기록해 적지에서 귀중한 승리를 가져다주었다. 그의 1군 첫 선발 출전 경기는 1-3으로 패한 슈투트가르트전이었다.
크로스는 바이에른 1군 첫 시즌에 20번의 경기에 출전했고, 이 중 6경기를 선발로 나왔다. 그는 바이에른 뮌헨 II 소속으로 12번 남부 레기오날리가 경기에서 활약하기도 했다.
비록 함부르크와의 바이에른 2008-09 분데스리가 개막전에 선발로 출전했지만, 2008-09 시즌의 전반기 동안 적색 군단 (die Roten)의 선발로 나온 경기는 줄어들었다. 그러나, 2008년 11월 5일, 그는 피오렌티나와의 조별 리그 4라운드 경기에서 79분에 교체로 들어가 UEFA 챔피언스리그 데뷔전을 치렀다.

#### 레버쿠젠 임대
2009년 1월 31일, 바이에른은 크로스로 하여금 18개월간 레버쿠젠에 1군 출전 경험을 목적으로 임대를 떠나는 것을 허락 했다.
2009년 2월 28일, 크로스는 0-1로 패한 하노버 96과의 경기에서 1군 첫 경기를 치렀다. 4월 12일, 그는 레버쿠젠 소속으로 분데스리가 경기에서는 선발로 처음 나가 득점을 도와 베르더 브레멘전 1-1 무승부에 일조했다. 2009년 4월 18일, 그는 1-2로 패한 볼프스부르크전에서 첫 분데스리가 골을 신고했다.
5월 30일, 크로스는 막판에 베르더 브레멘과의 2009년 DFB-포칼 결승전에 출전했지만, 레버쿠젠은 메수트 외질에게 결승골을 허용해 0-1로 석패했다.
2008-09 시즌, 크로스는 레버쿠젠 소속으로 13번 경기에 나서 1골을 기록했다.
크로스는 다음 시즌인 2009-10 시즌에 레버쿠젠 소속으로 주전의 입지를 굳혀 레버쿠젠이 나온 분데스리가의 경기에서 딱 한번 결장했다. 16라운드에서 20라운드 사이, 크로스는 5골 4도움을 기록해, 2009년 12월과 2010년 1월에 키커에 의해 "이달의 선수"로 2달 연속 선정되었다.
그는 2009-10 시즌 동안 33번의 리그 경기에 나와 9골 12도움을 올렸다.

### 바이에른 뮌헨
2010년 여름, 레버쿠젠과의 임대 계약이 종료되면서, 크로스는 바이에른 뮌헨에 복귀했다. 전 시즌에 UEFA 챔피언스리그 준우승의 성적을 거둔 바이에른에서의 1군 출전 기회에 대한 질문에 크로스는 "더 많은 경기에 나오고 싶다!"는 의견을 표했다.
2010년 8월 16일, 그는 게르마니아 빈데크와의 DFB-포칼 경기에서 처음으로 선발 출전해 팀의 3번째 득점으로 4-0 승리에 일조했다. 2010년 10월 29일, 그는 바이에른 팀이 4-1로 이긴 프라이부르크전에서 자신의 본 소속구단에서의 첫 리그 득점을 올렸다. 크로스는 2010-11 시즌 동안 바이에른의 분데스리가, DFB-포칼, 그리고 UEFA 챔피언스리그 경기에 주전 선수로 기용되었다. 그는 이 시즌의 모든 대회를 통틀어 37번 경기에 나섰다.
그의 레버쿠젠 시절 감독이었던 유프 하인케스 체제 하의 2011-12 시즌, 크로스는 바이에른 1군의 주축 선수로 입지를 굳혀 국가대표팀 동료 바스티안 슈바인슈타이거와 훌륭한 협동력을 과시했다. 그는 2012 UEFA 챔피언스리그 결승전을 포함해 모든 대회를 합쳐 51번 경기에 나왔지만, 바이에른은 알리안체 아레나에서 첼시와의 승부차기 접전끝에 패했다.
크로스는 2012-13 시즌 바이에른의 트레블 주역이었다. 슈바인슈타이거와 하비 마르티네스와 함께 최강의 중원을 구축한 크로스는 분데스리가 처음 4경기에서 3골을 득점했다. 그는 발렌시아와의 조별 리그 1라운드에서도 1골을 추가했다. 유벤투스와의 UEFA 챔피언스리그 8강 1차전에서 부상을 당한 그는 남은 시즌의 경기에 나가지 못했고, 2013 UEFA 챔피언스리그 결승전, 2013 DFB-포칼 결승전, 그리고 분데스리가 나머지 7경기에서 동료가 활약하는 모습을 지켜볼 수밖에 없었다.
크로스는 2013-14 시즌을 앞두고 부상에서 회복했고, 2013 DFL-슈퍼컵과 2013년 UEFA 슈퍼컵 경기에 나섰다. 2013년 10월 4일, 그는 1-1로 비긴 친정팀 레버쿠젠과의 경기에서 분데스리가 시즌 첫골을 올렸다. 그는 바이에른이 참가한 2013년 FIFA 클럽 월드컵 2경기에 모두 나섰다. 첫 경기는 3-0으로 이긴 광저우 에버그란데와의 2013년 12월 17일 준결승전 경기였고, 다른 한경기는 2-0으로 이긴 라자 카사블랑카와의 결승전 경기였다.
2014년 2월 19일, 크로스는 아스널과의 UEFA 챔피언스리그 경기에서 시즌 2호골을 득점해 2-0 승리를 견인했다. 3월 25일, 헤르타 BSC전에서 1골을 추가해 3-1 승리와 바이에른의 분데스리가 우승 확정에 공을 세웠다.

### 레알 마드리드

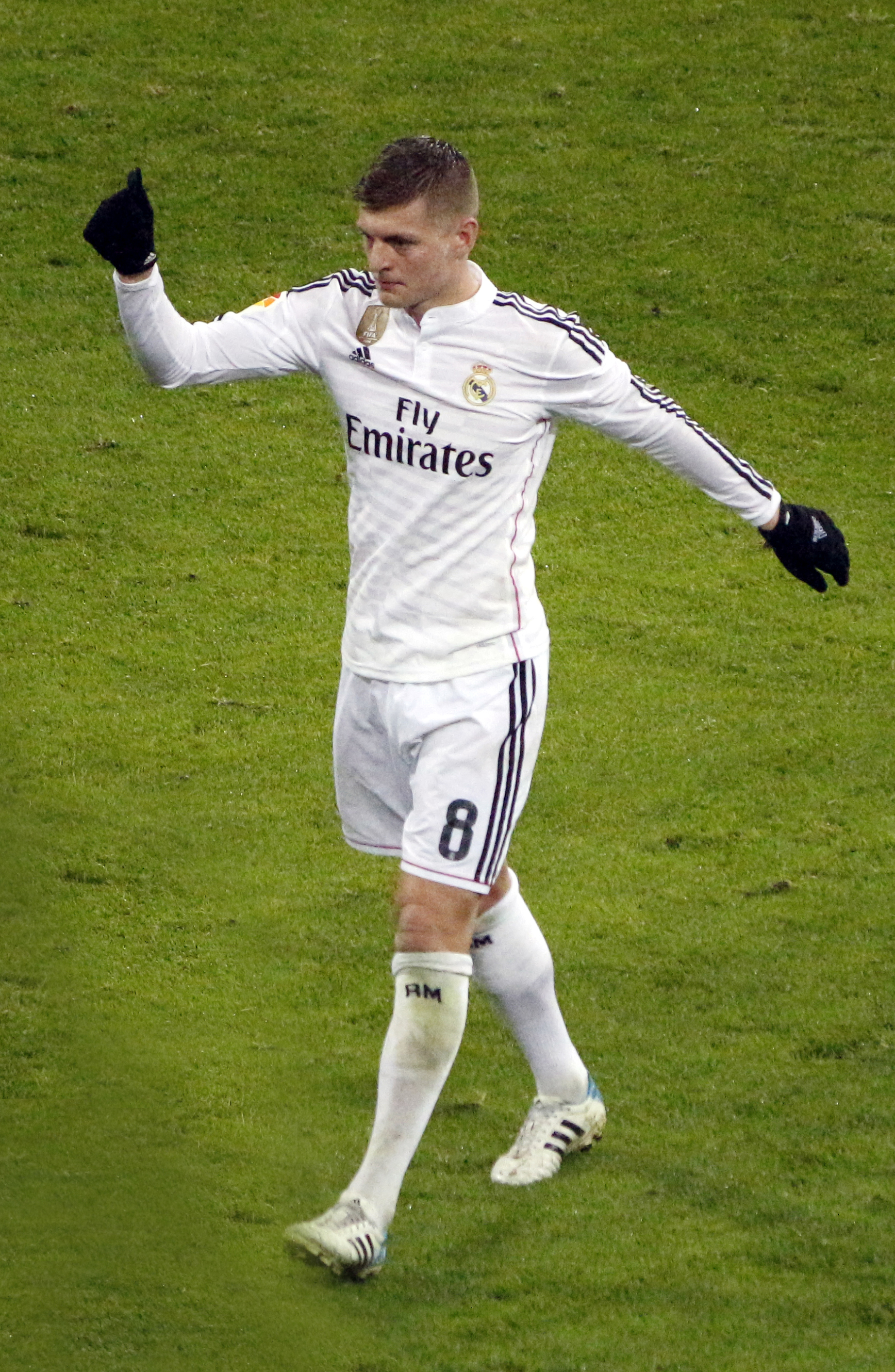
2015년의 크로스

2014년 7월 17일, 레알 마드리드는 크로스의 이적을 놓고 협상을 마무리지었으며, 선수는 비공개 이적료에 6년 계약을 체결했다고 발표했다. 언론은 크로스의 이적료가 €25M에서 €30M 사이일 것으로 추측했다. 크로스는 귄터 네처, 파울 브라이트너, 울리 슈틸리케, 베언트 슈스터, 보도 일그너, 크리스토프 메첼더, 메수트 외질, 그리고 사미 케디라에 이어 레알 마드리드에 합류한 9번째 독일인 선수였다. 8,000명의 팬들이 그의 입단식을 보았고, 그는 입단식에서 레알 마드리드가 "세계 최대의 구단"이며 "바이에른보다 그 규모가 더하다"고 덧붙였다.

#### 2014-15 시즌
2014년 8월 12일, 그는 세비야와의 2014년 UEFA 슈퍼컵 경기에 흰 옷을 입고 데뷔전을 펼쳤고, 레알 마드리드에서의 첫 우승컵을 수집했다.
2014년 11월 8일, 크로스는 5-1로 이긴 라요 바예카노와의 홈경기에서 새 구단에서의 첫 골을 넣었다.
레알 마드리드가 22연승을 달성할 수 있게 만든 주축 선수이자 적응 기간마저 필요없었던 뛰어난 클래스를 증명했다. 스탯으로도 무려 55경기에 출전하여 2골 15도움을 기록했다. 중앙 또는 수비형 미드필더임에도 불구하고 상당한 공격 포인트를 쌓았으며, 루카 모드리치가 부상으로 자주 이탈한 시즌이었음을 감안한다면 중원에서 그의 존재감이 상당했음을 의미한다. 출전 시간도 무려 약 4600분에 육박한다. 전임자인 사비 알론소보다 공격적으로 더욱 뛰어난 모습을 보여줬다.
다만 수비력에 대한 문제는 아직 해결되지 못했다. 위에서 언급했듯이 크로스는 3선 수비형 미드필더보단 공미 롤을 가장 잘 수행하는 선수지만, 레알 마드리드는 크로스에게 딥 라잉 플레이메이커 역할을 맡겼다. 약팀과의 경기에서야 레알의 공격력이 워낙 압도적인 탓에 이 문제는 별 상관없이 넘어갔으나, 강팀과의 경기 혹은 뜻대로 풀리지 않는 경기에서 문제가 드러났다. 다만 모드리치와 사미 케디라의 부상으로 오랫동안 이탈해 수비적인 롤을 수행할 수 있는 선수의 커버가 없었으니, 모드리치의 복귀 이후는 어떨지 좀 더 지켜볼 필요성은 있다.
또한 이 시즌 들어올린 트로피는 클럽 월드컵과 UEFA 슈퍼 컵뿐이고, 메이저 대회에서는 우승을 차지하지 못했다.

#### 2015-16 시즌
라파 베니테스 체재에서는 다소 폼이 하락한 모습을 보였지만, 지네딘 지단 부임 후에 폼을 되찾아 기동성과 탈압박 능력의 하향 문제를 완벽하게 극복하고 한 단계 더 발전한 모습을 보여주며 최고의 경기력을 보여주고 있다.
크로스는 UEFA 챔피언스리그 2015-16에서도 주축으로 활약했고, 그는 한번 더 UEFA 챔피언스리그 트로피를 손에 넣었다. 흰색 군단 (Los Blancos) 이 스타디오 주세페 메아차에서 승리를 쟁취하면서, 크로스는 두 개의 다른 구단에서 UEFA 챔피언스리그 우승을 경험한 최초의 독일 선수가 되었다.

#### 2016-17 시즌
2016년 10월 12일, 그는 2022년까지 유효한 새 계약서에 서명했다.
그리고 팀 내 최다 어시스트를 기록하며 커리어 하이 시즌을 보냈다. 상당히 많은 경기에 출장했음에도 기복 하나 없이 제 실력을 발휘하며 리그 우승과 챔피언스 리그 우승에 공헌하며 최고의 시즌을 최고의 퍼포먼스로 마무리했다.

#### 2017-18 시즌
지난 시즌에 이어 좋은 활약을 펼쳤다.
그리고 2015-16, 2016-17, 2017-18 시즌 연속으로 챔피언스리그 우승을 차지했다.

#### 2018-19 시즌
레알 마드리드 입단 이후 최악의 시즌을 보냈다. 시즌 종료 후, 재계약을 체결했다. 계약 기간은 2023년까지.

#### 2019-20 시즌
전반기 종료 기준으로 지난 시즌의 부진을 딛고 완전히 살아난 모습을 보이고 있다. 우선 공격포인트 기록이 많이 늘어났으며, 직접 득점을 기록하는 경우도 늘어나고 있다. 여기에 부상도 1차례 작은 부상을 제외하고는 건강한 모습을 보이며 팀의 순항에 기여하고 있는 중.
그리고 2021년까지 계약을 맺었고 그가 가지고 있는 상만 22개이다

## 국가대표팀 경력

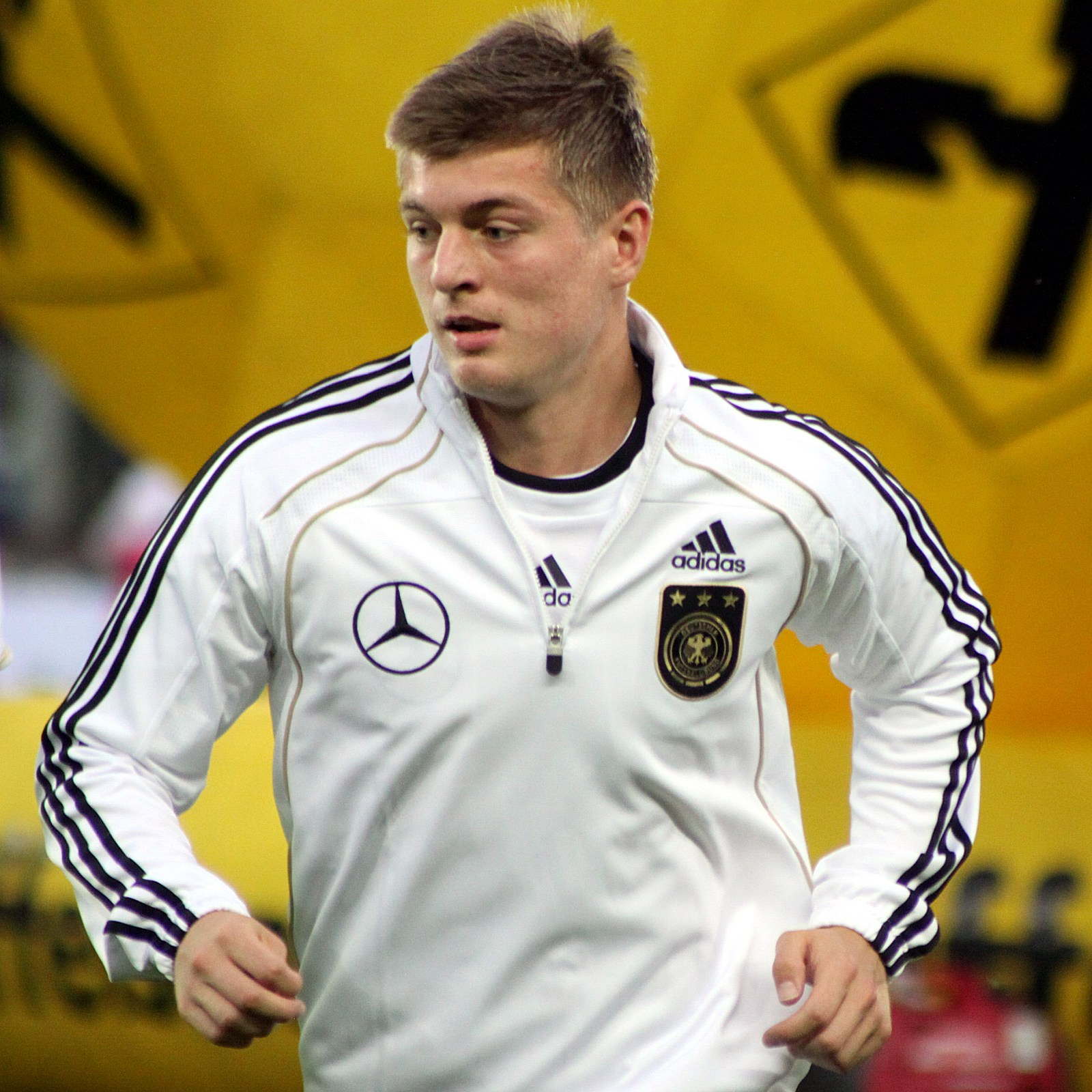
2011년 국가대표팀 경기를 앞두고 몸을 푸는 크로스.

### 청소년 국가대표팀
토니 크로스는 2007년 FIFA U-17 월드컵에서 대회의 최우수 선수로 선정되어 골든 볼을 받았고, 5골을 넣어 브론즈 슈의 주인도 되었다. 크로스는 2008년 9월 5일, 북아일랜드와의 2009년 UEFA U-21 축구 선수권 대회 예선전에서 U-21 국가대표팀 첫 경기를 치러 11분에 선제골을 기록했으며, U-21 대표팀 2호골은 1-0로 이긴 이탈리아전에서 나왔는데, 먼 거리에서 절묘한 각도로 넣었다. 그러나 호르스트 흐루베슈 감독은 그를 2009년 UEFA U-21 축구 선수권 대회의 최종 명단에서 제외했고, 독일은 그 없이 우승을 거두었다.

### 2010년 FIFA 월드컵
2010년 1월, 크로스는 독일의 성인 대표팀에 처음으로 차출되어 진델핑엔의 훈련에 합류했고,. 이어지는 2010년 3월 3일에 있을 아르헨티나와의 친선전 명단에 이름을 올렸고, 이 경기에서 국가대표팀 데뷔전을 치렀다.
요아힘 뢰프 감독은 남아프리카 공화국에서 열리는 2010년 FIFA 월드컵에 참가할 23인 최종 명단에 그를 적었다. 그는 가나와의 조별 리그 최종전에서 80분에 1-0으로 독일이 앞선 와중에 바스티안 슈바인슈타이거와 교체되어 들어가 FIFA 월드컵 무대를 처음으로 밟았다. 그는 아르헨티나와의 8강전과 스페인과의 준결승전, 그리고 우루과이와의 3위 결정전에도 나왔다.

### UEFA 유로 2012

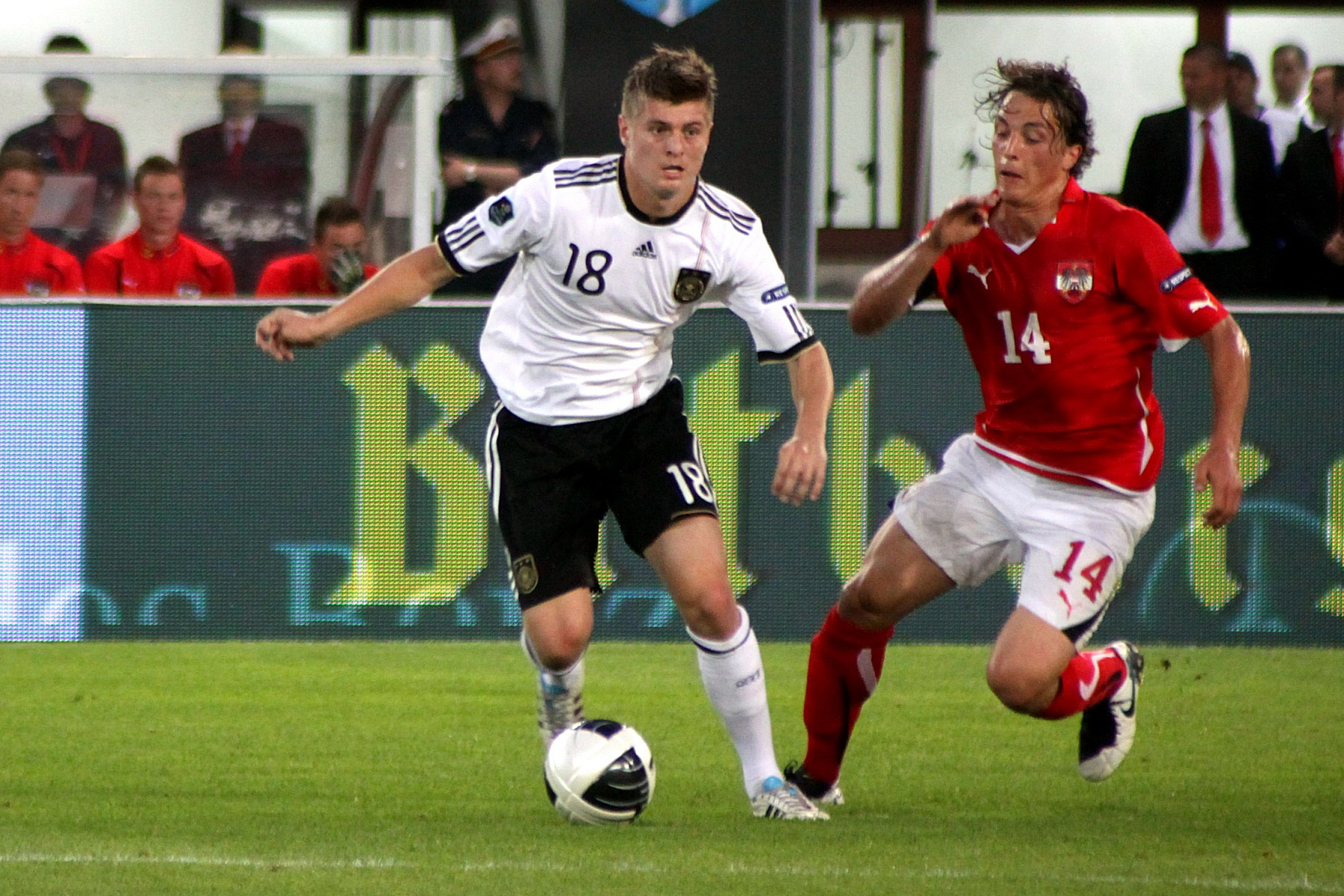
오스트리아와의 UEFA 유로 2012 예선 경기에 임하는 크로스 (왼쪽)

크로스는 UEFA 유로 2012의 예선 기간 동안 대표팀의 주축 선수로 활약하며 총 10경기 중 8경기에 나왔다. 독일은 예선 A조에서 10전전승을 거두었다. 본선 진출이 확정된 와중에 크로스는 두번의 국가대표팀 경기에서 모두 주로 쓰는 오른발로 골을 넣었다. 공겨롭게도, 크로스가 기록 두 경기에서 기록한 두 골 모두 친선전에서 독일이 밀리는 와중에 나왔고, 폴란드와 우크라이나, UEFA 유로 2012의 두 공동개최국을 상대로 한 경기에서 모두 무승부로 끝났다. 요아힘 뢰프 국가대표팀 감독은 "토니가 공을 배급하고 잡는 방식은 매우 좋다. 그는 기술적으로 뛰어나다 ... 그는 최근 몇 경기동안 대도약을 했다. 나는 이 선수에 매우 만족했다." 라며 칭찬을 아끼지 않았다.
대회 본선에서, 크로스는 B조 3경기에서 모두 교체로 나왔다. 이탈리아와의 준결승전에서는 뢰프가 천부적으로 공격적인 크로스로 이탈리아의 플레이메이커 안드레아 피를로를 대인 견제하도록 지시를 내렸다. 뢰프는 이 결정으로 독일이 1-2로 패하자 크게 비난받았다.

### 2014년 FIFA 월드컵
독일의 2014년 FIFA 월드컵 예선 기간 동안, 크로스는 더블린에서 아일랜드를 6-1로 짓뭉개는 과정에서 주요 대회 첫골은 물론 추가골까지 올렸다. 2013년 9월 6일, 그는 오스트리아와의 경기에서 자국의 추가골을 넣어 3-0 승리에 일조했다.
크로스는 2014년 FIFA 월드컵의 독일 최종 명단에 이름을 올렸다. 대표팀은 포르투갈과의 1차전에서 4-0으로 이겼는데, 크로스는 미드필더로 선발출전하여 마츠 후멜스의 추가골을 도우며 승리에 보탬이 되었다.
프랑스와의 8강 경기에서는 프리킥 상황에서 마츠 후멜스의 헤더를 어시스트하며 1:0 승리를 이끌었다. 16강 알제리 전에서의 부진을 딛고 다시 좋은 경기력을 보여주었다.
월드컵 개최국 브라질과의 준결승전 경기에서는 두 골을 2분 간격 (24분과 26분)으로 집어넣어 독일의 7-1 대승을 견인했다. 뿐만 아니라, 그는 4번째 도움을 토마스 뮐러의 선제골을 돕는 과정에서 기록했고, FIFA에 의해 최우수 선수로 선정되었다. 크로스는 공격수에게 가장 많은 패스를 공급해 브라질 언론들로부터 웨이터 (Garçom) 라는 별명이 붙었다.
결승전 아르헨티나 전에서도 선발출전하여 전반전에 치명적인 패스 미스로 선제골을 내줄 뻔했으나, 다행히 곤살로 이과인이 찬스를 놓치면서 역적이 되는 것을 면했다. 이후에는 중원에서 정확한 패스를 바탕으로 경기를 잘 풀어나갔고, 마리오 괴체의 결승골로 1:0 승리를 하면서 월드컵 우승을 거머쥐었다.
7월 11일, 크로스는 대회 최우수 선수에게 주어지는 FIFA의 골든 볼 후보로 이름을 올렸다.
FIFA 월드컵의 공식 통계 분석 방식인 캐스트롤 성과 지수에서 크로스는 10점 만점에 9.79점으로 2014년 FIFA 월드컵 최고의 선수로 기록되었다.

### UEFA 유로 2016
조별리그 첫 경기 우크라이나 전에서 슈코드란 무스타피의 헤딩골을 어시스트했으며, 경기 내내 좋은 활약을 펼치면서 Man Of the Match에 선정되었다.
8강 이탈리아 전에서도 선발출전하여 연장전까지 풀타임을 소화했고, 승부차기에서는 독일의 첫번째 키커로 나서서 골망을 가르며 제 몫을 했으며, 명승부 끝에 독일이 준결승 진출에 성공했다.
준결승 프랑스 전에서는 중원에서 메수트 외질과 함께 팀 내에서 가장 준수한 활약을 펼쳤다. 상당히 좋은 찬스들이 많았기에 토마스 뮐러를 비롯한 공격진의 부진이 매우 뼈아팠던 경기였다. 결국 2-0 패배로 대회를 마무리했다.
대회 종료 후, 유로 2016 Team of the Tournament Best XI에 선정되었다.

### 2018년 FIFA 월드컵
조별리그 1차전 멕시코 전에서는 사미 케디라와 함께 매우 부진한 경기력을 보이며 1:0 패배를 막지 못했다.
조별리그 2차전 스웨덴 전에서 선발 출전하여 상대의 선제골의 빌미를 제공했지만, 스코어 1:1 동점 상황에서 종료 직전에 얻은 프리킥을 직접 성공시켜 독일의 2:1 역전승을 이끌었다.
조별리그 3차전 대한민국과의 경기에서는 후반전 추가 시간에 김영권의 선제골의 빌미를 제공했고, 얼마 지나지 않아 손흥민의 추가골이 나오면서 0:2로 패배해 충격적인 탈락을 당했다.

### 대표팀 은퇴 번복
유로 2020 이후 대표팀 은퇴를 선언했으나, 2024년 나겔스만의 권유로 이를 번복하였다. 2024년 3월, 독일 명단에 포함되었다.

## 플레이스타일
"토니가 공을 배급하고 잡는 방식은 매우 좋다. 그는 기술적으로 뛰어나다 ... 그는 최근 몇 경기동안 대도약을 했다. 나는 이 선수에 매우 만족했다."
크로스는 역대 최고수준의 정확한 패스, 넓은 시야, 득점을 돕는 능력은 물론, 장거리 슛과 세트피스에서의 공 배급 능력으로도 알려져 있다. 그는 조너선 윌슨에 의해 "전형적인 현대의 공격형 미드필더"로 묘사했다. 윌슨은 크로스를 "역동적이며 근면하다"고 덧붙였고, 다재다능함, 힘, 그리고 다양한 미드필더 형태로 배치할 수 있는 능력에 찬사를 보냈다: 그는 주로 기용되는 위치 말고도, 상대의 흐름을 막고 점유율을 유지하며, 동료에게 기회를 제공해줄 수 있다는 점으로 인해 중앙이나 후방 플레이메이커, 측면, 광범위 활동 혹은 수비형 미드필더까지도 배치될 수 있다. 전 맨체스터 유나이티드의 미드필더였던 폴 스콜스는 2014년에 크로스를 언급하며 "최고 수준의 중앙 미드필더"라고 언급했고, 맨체스터 유나이티드가 선수단 보강을 위해 필요한 선수라고 덧붙였다.
전 네덜란드 국가대표팀 주장인 요한 크라위프는 2014년 FIFA 월드컵에서 크로스가 보인 기량에 대해 "그는 모든 것을 잘한다: 패스 속도는 뛰어나며, 모든것을 포착한다. 거의 완벽하다." 라고 언급했다.. 종합적으로 그는 21세기를 넘어 역대 최고의 미드필더중 한명으로 평가받는다.

## 사생활
크로스는 1990년 1월 4일, 메클렌부르크포어포메른주의 그라이프스발트에서 출생했다. 그는 펠릭스 크로스의 형이다. 그의 아버지 롤란트는 한자 로스토크의 유소년팀 감독을 역임하고 있다. 유소년팀 시절, 그는 최우수 학생은 아니였고, 축구 연습에 더 많은 시간을 투자했지만, 반에서 착한 학생으로 통했고, 학교에서 인기인이었다.
크로스는 2015년 6월 13일, 소꿉친구였던 예시카 파버와 결혼했다. 부부는 2남 1녀를 두고 있다. 그는 마요르카에 집 한 채를 소유하고 있다.

## 경력 통계

### 클럽
| 클럽             | 시즌                  | 리그                  | 리그 | 리그 | 컵   | 컵   | 대륙 | 대륙 | 기타1 | 기타1 | 합계 | 합계 | 출            |
| 클럽             | 시즌                  | 리그                  | 출장 | 득점 | 출장 | 득점 | 출장 | 득점 | 출장  | 득점  | 출장 | 득점 | 출            |
| ---------------- | --------------------- | --------------------- | ---- | ---- | ---- | ---- | ---- | ---- | ----- | ----- | ---- | ---- | ------------- |
| 바이에른 뮌헨 II | 2007–08               | 남부 레기오날리가     | 12   | 3    | —    | —    | —    | —    | —     | —     | 12   | 3    | [ 65 ]        |
| 바이에른 뮌헨 II | 2008–09               | 3. 리가               | 1    | 1    | —    | —    | —    | —    | —     | —     | 1    | 1    | [ 66 ]        |
| 바이에른 뮌헨 II | 바이에른 뮌헨 II 합계 | 바이에른 뮌헨 II 합계 | 13   | 4    | —    | —    | —    | —    | —     | —     | 13   | 4    | —             |
| 레버쿠젠 (임대)  | 2008–09               | 분데스리가            | 10   | 1    | 3    | 0    | —    | —    | —     | —     | 13   | 1    | [ 66 ]        |
| 레버쿠젠 (임대)  | 2009–10               | 분데스리가            | 33   | 9    | 2    | 0    | —    | —    | —     | —     | 35   | 9    | [ 67 ]        |
| 레버쿠젠 (임대)  | 레버쿠젠 합계         | 레버쿠젠 합계         | 43   | 10   | 5    | 0    | —    | —    | —     | —     | 48   | 10   | —             |
| 바이에른 뮌헨    | 2007–08               | 분데스리가            | 12   | 0    | 2    | 0    | 6    | 1    |       |       | 20   | 1    | [ 65 ]        |
| 바이에른 뮌헨    | 2008–09               | 분데스리가            | 7    | 0    | 1    | 1    | 1    | 0    |       |       | 9    | 1    | [ 66 ]        |
| 바이에른 뮌헨    | 2010–11               | 분데스리가            | 27   | 1    | 3    | 1    | 7    | 1    |       |       | 37   | 3    | [ 68 ]        |
| 바이에른 뮌헨    | 2011–12               | 분데스리가            | 31   | 4    | 6    | 1    | 14   | 2    |       |       | 51   | 7    | [ 69 ]        |
| 바이에른 뮌헨    | 2012–13               | 분데스리가            | 24   | 6    | 3    | 0    | 9    | 3    | 1     | 0     | 37   | 9    | [ 70 ] [ 71 ] |
| 바이에른 뮌헨    | 2013–14               | 분데스리가            | 29   | 2    | 6    | 1    | 12   | 1    | 4     | 0     | 51   | 4    | [ 19 ] [ 72 ] |
| 바이에른 뮌헨    | 바이에른 뮌헨 합계    | 바이에른 뮌헨 합계    | 130  | 13   | 21   | 4    | 49   | 8    | 5     | 0     | 205  | 25   | —             |
| 레알 마드리드    | 2014–15               | 라 리가               | 36   | 2    | 2    | 0    | 12   | 0    | 5     | 0     | 55   | 2    | [ 19 ]        |
| 레알 마드리드    | 2015–16               | 라 리가               | 32   | 1    | 0    | 0    | 12   | 0    |       |       | 44   | 1    | [ 19 ]        |
| 레알 마드리드    | 2016–17               | 라 리가               | 29   | 3    | 5    | 0    | 12   | 1    | 2     | 0     | 48   | 4    | [ 19 ]        |
| 레알 마드리드    | 2017–18               | 라 리가               | 27   | 5    | 0    | 0    | 12   | 0    | 4     | 0     | 43   | 5    | [ 19 ]        |
| 레알 마드리드    | 2018-19               | 라 리가               | 28   | 0    | 4    | 0    | 8    | 1    | 3     | 0     | 43   | 1    | [ 19 ]        |
| 레알 마드리드    | 2019-20               | 라 리가               | 35   | 4    | 2    | 0    | 6    | 1    | 2     | 1     | 45   | 6    |               |
| 레알 마드리드    | 2020-21               | 라 리가               | 28   | 3    | 1    | 0    | 12   | 0    | 1     | 0     | 42   | 3    |               |
| 레알 마드리드    | 2021-22               | 라 리가               | 28   | 1    | 3    | 0    | 12   | 2    | 2     | 0     | 45   | 3    |               |
| 레알 마드리드    | 2022-23               | 라 리가               | 30   | 2    | 5    | 0    | 12   | 0    | 5     | 0     | 52   | 2    |               |
| 레알 마드리드    | 2023-24               | 라 리가               | 33   | 1    | 1    | 0    | 12   | 0    | 2     | 0     | 48   | 1    |               |
| 레알 마드리드    | 레알 마드리드 합계    | 레알 마드리드 합계    | 306  | 22   | 23   | 0    | 110  | 5    | 26    | 1     | 465  | 28   | —             |
| 경력 합계        | 경력 합계             | 경력 합계             | 492  | 49   | 49   | 4    | 159  | 13   | 31    | 1     | 731  | 67   | —             |

- 1.^ DFL-슈퍼컵, FIFA 클럽 월드컵, UEFA 슈퍼컵, 그리고 수페르코파 데 에스파냐 출전 기록 포함.

### 국가대표팀
| 국가      | 시즌      | 합계 | 합계 | 출처   | 출처 |
| 국가      | 시즌      | 출장 | 골   | 출처   | 출처 |
| --------- | --------- | ---- | ---- | ------ | ---- |
| 독일      | 2010      | 13   | 0    | [ 73 ] |      |
| 독일      | 2011      | 11   | 2    | [ 73 ] |      |
| 독일      | 2012      | 10   | 2    | [ 73 ] |      |
| 독일      | 2013      | 7    | 1    | [ 73 ] |      |
| 독일      | 2014      | 16   | 4    | [ 73 ] |      |
| 독일      | 2015      | 5    | 0    | [ 73 ] |      |
| 독일      | 2016      | 12   | 2    | [ 73 ] |      |
| 독일      | 2017      | 6    | 0    | [ 73 ] |      |
| 독일      | 2018      | 11   | 2    | [ 73 ] |      |
| 독일      | 2019      | 5    | 3    | [ 73 ] |      |
| 독일      | 2020      | 5    | 0    | [ 73 ] |      |
| 독일      | 2021      | 5    | 0    |        |      |
| 독일      | 2024      | 8    | 0    |        |      |
| 경력 합계 | 경력 합계 | 114  | 17   | [ 73 ] |      |

### 국가대표팀 득점 기록
아래의 점수에서 왼쪽의 점수가 독일의 점수이다.
| #   | 날짜             | 경기장                                | 상대       | 점수 | 최종 결과 | 대회                      |
| --- | ---------------- | ------------------------------------- | ---------- | ---- | --------- | ------------------------- |
| 1.  | 2011년 9월 6일   | PGE 아레나 그단스크, 그단스크, 폴란드 | 폴란드     | 1–1  | 2–2       | 친선경기                  |
| 2.  | 2011년 11월 11일 | 올림피스키 경기장, 키예프, 우크라이나 | 우크라이나 | 1-2  | 3–3       | 친선경기                  |
| 3.  | 2011년 10월 12일 | 아비바 스타디움, 더블린, 아일랜드     | 아일랜드   | 5–0  | 6–1       | 2014년 FIFA 월드컵 예선   |
| 4.  | 2011년 10월 12일 | 아비바 스타디움, 더블린, 아일랜드     | 아일랜드   | 6–0  | 6–1       | 2014년 FIFA 월드컵 예선   |
| 5.  | 2013년 9월 6일   | 알리안츠 아레나, 뮌헨, 독일           | 오스트리아 | 2–0  | 3–0       | 2014년 FIFA 월드컵 예선   |
| 6.  | 2014년 7월 8일   | 미네이랑, 벨루 오리존치, 브라질       | 브라질     | 3–0  | 7–1       | 2014년 FIFA 월드컵        |
| 7.  | 2014년 7월 8일   | 미네이랑, 벨루 오리존치, 브라질       | 브라질     | 4–0  | 7–1       | 2014년 FIFA 월드컵        |
| 8.  | 2014년 10월 14일 | 펠틴스 아레나, 겔젠키르헨, 독일       | 아일랜드   | 1–0  | 1–1       | UEFA 유로 2016 예선       |
| 9.  | 2014년 11월 18일 | 발라이도스, 비고, 스페인              | 스페인     | 1–0  | 1–0       | 친선경기                  |
| 10. | 2016년 3월 26일  | 올림피아슈타디온, 베를린, 독일        | 잉글랜드   | 1–0  | 2–3       | 친선경기                  |
| 11. | 2016년 3월 29일  | 알리안츠 아레나, 뮌헨, 독일           | 이탈리아   | 1–0  | 4–1       | 친선경기                  |
| 12. | 2016년 10월 8일  | 폴크스파르크슈타디온, 함부르크, 독일  | 체코       | 2–0  | 3–0       | 2018년 FIFA 월드컵 예선   |
| 13. | 2018년 6월 23일  | 피슈트 올림픽 스타디움, 소치, 러시아  | 스웨덴     | 2-1  | 2-1       | 2018 FIFA 월드컵          |
| 14. | 2018년 10월 16일 | 스타드 드 프랑스, 파리, 프랑스        | 프랑스     | 1-0  | 1-2       | 2018-19 UEFA 네이션스리그 |
| 15. | 2019년 9월 6일   | 폭스파크슈타디온, 함부르크, 독일      | 네덜란드   | 2-2  | 2-4       | UEFA 유로 2020 예선       |
| 16. | 2019년 11월 16일 | 보루시아 파크, 묀헨글라트바흐, 독일   | 벨라루스   | 3-0  | 4-0       | UEFA 유로 2020 예선       |
| 17. | 2019년 11월 16일 | 보루시아 파크, 묀헨글라트바흐, 독일   | 벨라루스   | 4-0  | 4-0       | UEFA 유로 2020 예선       |

## 수상

#### 바이에른 뮌헨[76]
- 분데스리가 : 2007–08, 2012–13, 2013–14
- DFB-포칼 : 2007-08, 2012–13, 2013–14
- DFL-슈퍼컵 : 2012
- UEFA 챔피언스리그 : 2012–13
- UEFA 슈퍼컵 : 2013
- FIFA 클럽 월드컵 : 2013

#### 레알 마드리드[77]
- 라리가 : 2016-17, 2019-20, 2021-22, 2023-24
- 국왕컵 : 2022-23
- UEFA 챔피언스리그 : 2015-16, 2016-17, 2017-18, 2021-22, 2023-24
- 수페르코파 데 에스파냐: 2017, 2020, 2022, 2024
- UEFA 슈퍼컵 : 2014, 2017, 2022
- FIFA 클럽 월드컵 : 2014, 2016, 2017, 2018, 2022

#### 독일
- FIFA 월드컵 : 2014[76], 3위 (2010)[78]

### 개인
- 발롱도르 : 9위 (2014, 2024)
- 프리츠 발터 금메달 (U-18 부문)[79] : 2008
- 라리가 도움왕 : 2016-17
- 키커 분데스리가 시즌의 팀 : 2009–10, 2011–12, 2013-14
- UEFA 챔피언스리그 시즌의 팀 : 2013–14, 2014–15,[80] 2015–16[81], 2016-17, 2017-18
- UEFA 올해의 팀 : 2014[82], 2016, 2017
- FIFA/FIFPro 월드 베스트 XI : 2014[83], 2016, 2017, 2024
- 독일 올해의 선수 : 2014
- 독일 축구 올해의 선수 : 2018, 2024
- 은월계잎 훈장 : 2014
- 골든 플레이어 어워드 : 2024
- GQ 독일 올해의 운동선수 : 2024
- IFFHS 최우수 플레이메이커 : 2014
- IFFHS 2010년대 월드 베스트
- IFFHS 2010년대 유럽 베스트

#### 국가대표
- UEFA U-17 유로 득점왕, 최우수 선수 : 2006[84]
- FIFA U-17 월드컵 골든볼, 브론즈슈[85] : 2007
- UEFA 유로 토너먼트의 팀 : 2016[86]
- FIFA 월드컵 올스타팀 : 2014
- FIFA 월드컵 드림팀 : 2014
- FIFA 월드컵 MoM[87] : vs. 브라질 (2014, 4강전)
- UEFA 유로 MoM : vs. 우크라이나 (2016, 조별리그)

## 같이 보기
- 펠릭스 크로스